# Schistidium konoi
Schistidium konoi là một loài Rêu trong họ Grimmiaceae. Loài này được (Broth.) Ignatova & H.H. Blom mô tả khoa học đầu tiên..